# الرجل في القلعة العالية (مسلسل)
الرجل في القلعة العالية (بالإنجليزية: The Man in the High Castle) هو مسلسل دراما وديستوبيا تلفزيوني أمريكي يعرض على أمازون فيديو، مستوحى قليلاً من رواية بنفس العنوان صدرت عام 1962 للكاتب الأمريكي فيليب ك. ديك. أحداث المسلسل تقع في تاريخ بديل حيث انتصرت دول المحور في الحرب العالمية الثانية. قسمت الولايات المتحدة إلى ثلاثة أجزاء: الجانب الغربي من البلاد تسيطر عليه الإمبراطورية اليابانية تحت مسمى «الولايات اليابانية الهادئة» بينما الجانب الشرقي تسيطر عليه ألمانيا النازية تحت مسمى «الرايخ النازي الأعظم»، وتفصل بينهما «المنطقة المحايدة» التي تعمل كمنطقة عازلة.
صدرت الحلقة الأولى في 15 يناير 2015، وأصبحت أكثر حلقة مشاهدة في تاريخ أمازون، وتم عرض الحلقات التسعة المتبقية من الموسم في 20 نوفمبر 2015. الموسم الثاني عرض 16 ديسمبر 2016.

## طاقم التمثيل[3]
- أليكسا دافالوس بدور جوليانا كرين.
- روبرت إيفانز بدور فرانك فرينك.
- لوك كلاينتانك بدور جو بليك.
- دي جي كوالز بدور إد مكارثي.
- جويل دي لا فوينتي بدور تاكيشي كيدو.
- كاري هيرويوكي تاجاوا بدور نوبوسوكي تاجومي.
- روفوس سويل بدور جون سميث.
- شيلاه هورسدال بدور هيلين سميث.
- كالوم كيث ريني بدور غاري كونيل.
- بيلا هيثكوت بدور نيكول دورمر.
- مايكل جاستون بدور مارك سامبسون.
- جيسون أومارا بدور وايت برايس.
- فرانسيس تيرنر بدور بيل مالوري.